# Molophilus integristylus
Molophilus integristylus är en tvåvingeart som beskrevs av Alexander 1945. Molophilus integristylus ingår i släktet Molophilus och familjen småharkrankar. Inga underarter finns listade i Catalogue of Life.